# 138 км (зупинний пункт, Україна)
138 кіломе́тр — залізничний колійний пост Криворізької дирекції Придніпровської залізниці на електрифікованій лінії Апостолове — Запоріжжя II між станціями Мирова (2 км) та Канцерівка (16 км). Розташований неподалік села Катьощине Нікопольського району Дніпропетровської області.

## Пасажирське сполучення
Через колійний пост 138 км прямують приміські електропоїзди за напрямком Нікополь — Запоріжжя II, проте не зупиняються.